# Guga Chacra
Gustavo Cerello Chacra, conhecido como Guga Chacra (São Paulo, 27 de maio de 1976), é um jornalista brasileiro, comentarista de política internacional dos telejornais Em Pauta e Jornal das Dez, do canal GloboNews, desde abril de 2012. É integrante fixo do programa GloboNews Internacional desde janeiro de 2017. 
Guga Chacra também assina uma coluna semanal na editoria Mundo do jornal O Globo desde maio de 2017 e trabalhou no Grupo Estado durante dez anos, até maio de 2018. É correspondente desde Nova Iorque, cidade para onde se transferiu em agosto de 2005. Apresentou também o boletim de notícias internacionais na extinta Rádio Estadão. e foi correspondente internacional de O Estado de S. Paulo em Nova Iorque entre 2009 e 2014.
É mestre em Relações internacionais pela Universidade Columbia. Já morou nas cidades de Beirute, Boston, Buenos Aires, Colúmbia e São Paulo, sendo que atualmente mora em Nova Iorque. Recebeu o Prêmio Comunique-se como Melhor Correspondente Internacional na categoria Mídia Escrita em 2015 e 2017.

## Biografia
Nascido em São Paulo, neto de imigrantes italianos e libaneses, de origem cristã greco-ortodoxa e filho do endocrinologista Antonio Roberto Chacra, Gustavo Chacra desenvolveu sua paixão pelo jornalismo ainda bem jovem, quando acompanhava os jornais esportivos, em busca de notícias sobre futebol. Daí, surgiu seu interesse por outros campos, onde o jornalismo internacional se destacou.

## Carreira
Após ser diplomado pela Faculdade Cásper Líbero, no final da década de 1990, Gustavo Chacra iniciou a carreira de jornalista em dezembro de 1998, quando foi aprovado no concurso de trainee da Folha de S. Paulo. Em março de 1999, migrou para a Revista ISTOÉ, onde trabalhou como repórter. Em agosto do mesmo ano, retornou à Folha de S. Paulo. Entre janeiro de 2000 e janeiro de 2002, foi correspondente internacional do jornal em Buenos Aires.
Em agosto de 2005, mudou-se para Nova Iorque, onde cursou um mestrado em Relações Internacionais pela Universidade Columbia entre setembro de 2005 e maio de 2007. Em julho de 2007, ingressou no jornal O Estado de S. Paulo, onde tornou-se correspondente internacional no Oriente Médio, região na qual é especializado. Entre abril de 2008 e abril de 2009 (período em que trabalhou como correspondente no Oriente Médio), Gustavo ficou sediado na cidade de Beirute, capital do Líbano. Desde maio de 2009, está sediado em Nova Iorque, de onde atua como correspondente internacional para o referido jornal. Também é comentarista dos telejornais GloboNews Em Pauta, Jornal das Dez e Jornal GloboNews, exibidos pela GloboNews.
Gustavo possui uma página na seção de blogs do Estadão desde setembro de 2008. De setembro de 2008 até maio de 2009, o blog atendia pelo nome de "Diário do Oriente Médio". A partir de maio de 2009, logo após Gustavo concluir o seu trabalho no Oriente Médio e assumir o cargo de correspondente do Estadão nos EUA, o blog passa a se chamar "De Beirute a Nova York". No blog, Gustavo escreve textos sobre a geopolítica internacional e os acontecimentos mais importantes do momento. Mesmo tendo um material muito rico em dados e informações sobre outros países (ex: Haiti e Honduras), a grande maioria dos textos do blog "De Beirute a Nova York" estão focados nas questões políticas, econômicas, sociais e religiosas dos países do Oriente Médio. Em 11 maio de 2017 estreou coluna no jornal O Globo em versões impressa e digital.

### Cobertura internacional
Gustavo Chacra especializou-se em temas voltados ao Oriente Médio, tendo desenvolvido reportagens e panoramas políticos e sócio-econômicos sobre Cisjordânia, Egito, Emirados Árabes Unidos, Faixa de Gaza, Iêmen, Israel, Jordânia, Líbano, Omã, Catar, Síria e Turquia. Na região, cobriu eventos importantes como a Guerra do Líbano entre julho e agosto de 2006 e os conflitos na Faixa de Gaza entre dezembro de 2008 e janeiro de 2009. Gustavo também se especializou na questão envolvendo o conflito israelo-palestino, onde busca trazer uma visão mais clara das razões do impasse, e cobriu a expansão do grupo terrorista islâmico Al-Qaeda no Iêmen, em dezembro de 2009.
No âmbito mundial, também cobriu a crise política em Honduras, que derrubou o então presidente Manuel Zelaya em junho de 2009, a crise econômica dos Estados Unidos de 2008 - 2009, com a quebra do banco de investimentos Lehman Brothers em setembro de 2008 e o terremoto no Haiti em janeiro de 2010.

### Livros
Gustavo é autor do livro "Confinado no Front: Notas Sobre a Nova Geopolítica Mundial", 1ª edição lançada em 2020 pela Editora Todavia. É co-autor de dois livros. O primeiro se chama "Fazendo As Malas", lançado em agosto de 2012, pela Editora Saraiva. O segundo livro se chama "Os Hermanos E Nós", escrito em parceria com o jornalista Ariel Palacios e lançado em maio de 2014, pela Editora Contexto. Também, de acordo com a edição bimestral de Setembro-Outubro/2011 da revista norte-americana Foreign Policy, o Twitter de Gustavo foi escolhido pela referida publicação como um dos Twitters mais influentes da América Latina. Além disso, Gustavo é o único brasileiro incluído nesta categoria.

## Controvérsias
Em novembro de 2017, Chacra replicou em seu twitter, uma reportagem do jornal The Guardian, que afirmava que "60 mil nacionalistas marcharam na Polônia, nas comemorações do dia da independência do país, gritando frases xenofóbicas e expondo símbolos de extrema-direita, manifestação que teria sido descrita pelos antifascistas como um chamariz para grupos de extrema-direita a nível mundial".
Na mensagem, o jornalista escreveu: "60 mil pessoas participaram de manifestação nazista na Polônia defendendo uma Europa apenas para os brancos. Antecipo para os supremacistas do Brasil que brasileiros não são considerados brancos por estes nazistas." A declaração gerou controvérsia e recebeu críticas, incluindo da consulesa da Polônia no Brasil, Katarzyna Braiter, que alegou que o evento era uma comemoração da independência da Polônia e do fim da ocupação nazista.

## Vida pessoal
Guga Chacra é casado com Ana Maria Saleme Meirelles Chacra. O casamento foi oficializado em 2014. O casal tem dois filhos: Júlia e Antônio. A data de nascimento da filha Júlia Chacra é 9 de maio de 2016. Antônio nasceu em 2017. A família ainda tem um cachorro. O nome é Messi, como homenagem ao jogador de futebol argentino. 